# 노인 학대
노인 학대(老人虐待, 영어: elder abuse, elder maltreatment, cruelty to elderly)란 노인을 괴롭히거나 가혹하게 대하는 학대이며, 주로 가정폭력의 일환으로 취급된다. 일반적으로 노인이 신뢰하고 있는 대상으로부터 학대를 당한 경우를 노인 학대로 규정한다. 2006년, 유엔에서 매년 6월 15일을 '세계 노인 학대 인식의 날'로 지정했으며, 이후, 노인 학대에 대한 인식의 제고 및 방지를 위한 다양한 행사가 개최되었다. 아동 학대 가해자의 80%가 부모인 것과는 달리, 반대로 노인 학대 가해자의 80%는 자녀인데, 이 중에서 60%가 아들이다. 노인 학대의 경우, 피해자와 가해자를 제외하면 그 외의 특징은 아동 학대와 별다른 차이가 없다.

## 같이 보기
- 아동 학대